# I servi di Satana
I servi di Satana (Satan's servants) è un racconto scritto da Robert Bloch nel 1935 con la collaborazione di Howard Phillips Lovecraft.
Il racconto fu pubblicato nel 1949 dalla Arkham House all'interno della raccolta Something about cats and other pieces.
Lovecraft inserì alcune correzioni nel testo originale giustificandole con delle brevi note a pie' di pagina del manoscritto. Queste note, pubblicate anche in edizioni recenti del racconto, sono utili per comprendere il metodo utilizzato dallo scrittore di Providence nella revisione delle opere altrui e testimoniano della precisione nelle ricostruzioni storiche e geografiche dei suoi racconti.

## Trama
Il reverendo Gideon Godfrey si mette in viaggio nell'anno 1693 per raggiungere Roodsford, un villaggio situato nel Maine, convinto che lì si nasconda una setta di adoratori del Demonio. Arrivato a destinazione, Godfrey si rende conto ben presto che gli abitanti di Roodsford sono gente assai più pericolosa delle streghe e degli stregoni impiccati a Boston e a Salem negli anni precedenti. In occasione del Sabba di Ognissanti, infatti, l'intero villaggio si sta preparando nientemeno che all'Avvento del Maligno.

## Edizioni italiane
- AA. VV., Storie di streghe, a cura di Gianni Pilo, Newton Compton Editori, Roma, 1996.  ISBN 8881834480
- H. P. Lovecraft, Tutti i romanzi e i racconti, a cura di Gianni Pilo e Sebastiano Fusco, Newton Compton Editori, Roma, 2009. ISBN 978-88-541-1375-6